# Cory Joseph
Cory Ephram Joseph (* 20. August 1991 in Toronto, Ontario) ist ein kanadischer Basketballspieler, der zurzeit in der NBA bei den Orlando Magic unter Vertrag steht. Er ist außerdem der Kapitän der kanadischen Nationalmannschaft.

## Karriere
Joseph spielte ein Jahr für die University of Texas. In der NBA-Draft 2011 wählten in die San Antonio Spurs an 29. Stelle aus. Während seiner ersten beiden Jahre kam Joseph nur sporadisch zum Einsatz und wurde mehrere Male in die NBA D-League zu den Austin Toros beordert.
Im Februar 2013 verletzte sich der nominelle Starter der Spurs Tony Parker, womit Joseph in die Startaufstellung befördert wurde. Er erreichte mit den Spurs 2013 die NBA-Finals, wo man den Miami Heat unterlag. 2014 gelang die Revanche und Joseph gewann mit den Spurs die NBA-Meisterschaft.
Im Juli 2015 kehrte Joseph in seine kanadische Heimat zu den Toronto Raptors zurück. Dort unterschrieb er einen 30 Millionen US-Dollar dotierten Vierjahresvertrag.
In der Offseason 2017 wurde er von den Raptors zu den Indiana Pacers getradet, die im Gegenzug die Draft-Rechte an Emir Preldžić erhielten.

## NBA-Statistiken

### Reguläre Saison
| Saison  | Team                 | GP  | GS  | MPG  | FG % | 3P % | FT % | RPG | APG | SPG | BPG | PPG |
| ------- | -------------------- | --- | --- | ---- | ---- | ---- | ---- | --- | --- | --- | --- | --- |
| 2011–12 | San Antonio          | 29  | 1   | 9.2  | .314 | .200 | .647 | 0.9 | 1.2 | 0.2 | 0.1 | 2.0 |
| 2012–13 | San Antonio          | 28  | 9   | 13.9 | .464 | .286 | .857 | 1.9 | 1.9 | 0.5 | 0.1 | 4.5 |
| 2013–14 | San Antonio          | 68  | 19  | 13.8 | .475 | .316 | .823 | 1.6 | 1.7 | 0.5 | 0.2 | 5.0 |
| 2014–15 | San Antonio          | 79  | 14  | 18.3 | .504 | .364 | .734 | 2.4 | 2.4 | 0.6 | 0.2 | 6.8 |
| 2015–16 | Toronto              | 80  | 4   | 25.6 | .439 | .273 | .764 | 2.6 | 3.1 | 0.8 | 0.3 | 8.5 |
| 2016–17 | Toronto              | 80  | 22  | 25.0 | .452 | .356 | .770 | 3.0 | 3.3 | 0.8 | 0.2 | 9.3 |
| 2017–18 | Indiana              | 82  | 17  | 27.0 | .424 | .353 | .745 | 3.2 | 3.2 | 1.0 | 0.2 | 7.9 |
| 2018–19 | Indiana              | 82  | 9   | 25.2 | .412 | .322 | .698 | 3.4 | 3.9 | 1.1 | 0.3 | 6.5 |
| 2019–20 | Sacramento           | 72  | 26  | 24.4 | .415 | .352 | .857 | 2.6 | 3.5 | 0.7 | 0.3 | 6.4 |
| 2020–21 | Sacramento / Detroit | 63  | 13  | 23.0 | .469 | .341 | .818 | 2.5 | 3.4 | 1.0 | 0.3 | 8.2 |
| 2021–22 | Detroit              | 65  | 39  | 24.6 | .445 | .414 | .885 | 2.7 | 3.6 | 0.6 | 0.3 | 8.0 |
| 2022–23 | Detroit              | 62  | 2   | 19.8 | .427 | .389 | .792 | 1.7 | 3.5 | 0.5 | 0.1 | 6.9 |
| 2023–24 | Golden State         | 26  | 0   | 11.4 | .359 | .310 | .571 | 1.2 | 1.6 | 0.2 | 0.1 | 2.4 |
| Gesamt  | Gesamt               | 816 | 175 | 21.7 | .441 | .349 | .786 | 2.5 | 3.0 | 0.7 | 0.2 | 6.9 |

### Play-offs
| Saison  | Team        | GP | GS | MPG  | FG % | 3P % | FT %  | RPG | APG | SPG | BPG | PPG |
| ------- | ----------- | -- | -- | ---- | ---- | ---- | ----- | --- | --- | --- | --- | --- |
| 2012–13 | San Antonio | 20 | 0  | 9.6  | .464 | .182 | .455  | 1.6 | 1.2 | 0.3 | 0.1 | 3.0 |
| 2013–14 | San Antonio | 17 | 0  | 5.1  | .486 | .000 | .778  | 0.5 | 0.5 | 0.2 | 0.0 | 2.8 |
| 2014–15 | San Antonio | 4  | 0  | 5.5  | .833 |      | .500  | 0.3 | 0.0 | 0.0 | 0.3 | 2.8 |
| 2015–16 | Toronto     | 20 | 0  | 22.6 | .466 | .333 | .750  | 2.1 | 2.4 | 0.9 | 0.1 | 8.5 |
| 2016–17 | Toronto     | 10 | 2  | 21.2 | .437 | .409 | 1.000 | 2.1 | 3.1 | 0.4 | 0.2 | 7.9 |
| 2017–18 | Indiana     | 7  | 0  | 20.4 | .364 | .273 | 1.000 | 2.4 | 3.0 | 1.3 | 0.3 | 4.7 |
| 2018–19 | Indiana     | 4  | 0  | 21.3 | .500 | .444 | 1.000 | 1.8 | 1.0 | 1.0 | 0.0 | 7.5 |
| Gesamt  | Gesamt      | 82 | 2  | 14.5 | .461 | .325 | .759  | 1.5 | 1.7 | 0.5 | 0.1 | 5.2 |